# Giulio Bevilacqua
Giulio Bevilacqua, C.O. (15 de setembro de 1881 - 6 de maio de 1965) foi um presbítero italiano da Igreja Católica que se dedicou ao trabalho pastoral em Brescia e serviu como capelão militar, conhecido por sua oposição ao fascismo. Poucas semanas antes de sua morte, foi nomeado bispo auxiliar de Brescia e cardeal. Foi professor e confidente espiritual do Papa Paulo VI.

## Biografia
Giulio Bevilacqua nasceu em Isola della Scala para uma família de comerciantes. Ele estudou na Universidade de Louvain, na Bélgica, e no seminário em Brescia, e mais tarde entrou no Oratório de São Filipe Neri.
Bevilacqua foi ordenado ao sacerdócio em 13 de junho de 1908 e depois fez trabalho pastoral em Brescia até 1914. Durante a Primeira Guerra Mundial, ele serviu como capelão do exército italiano e acabou sendo capturado em 1916. Após sua libertação em 1918, ele retomou a carreira. Seu ministério em Brescia, onde se tornou o diretor espiritual e um amigo pessoal de Giovanni Battista Montini, o futuro Papa Paulo VI, enquanto o último era um estudante.
O sacerdote oratoriano tornou-se funcionário da Secretaria de Estado do Vaticano por sua proteção contra ameaças fascistas em 1926; ele também fez trabalho pastoral em Roma durante esse tempo. Ele retornou a Brescia em 1933 e, durante a Segunda Guerra Mundial, serviu novamente como capelão da Marinha italiana.
Em 15 de fevereiro de 1965, Bevilacqua foi nomeado bispo auxiliar de Brescia e arcebispo titular de Gaudiaba por Paulo VI, antes de sua elevação ao Colégio dos Cardeais. Ele recebeu sua consagração episcopal no dia 18 de fevereiro seguinte do Bispo Luigi Morstabilini, com os Bispos Giuseppe Carraro e Carlo Manziana, servindo como co-consagradores, na basílica de Ss. Fausto e Jovita.
O Papa Paulo o criou o cardeal diácono de S. Girolamo della Carità no consistório de 22 de fevereiro daquele ano. Com a permissão especial do Papa, Bevilacqua continuou a servir como pároco da paróquia Sant'Antonio em Brescia. Ele assegurou a seus paroquianos que ele também continuaria a usar uma simples batina preta. 
O cardeal morreu em Brescia, aos 83 anos. Ele está enterrado na igreja de Santa Maria della Pace.

## Link Externo
- Cardinals of the Holy Roman Church
- Catholic-Hierarchy